# Lucien Fugère
Lucien Fugère (ur. 22 lipca 1848 w Paryżu, zm. 15 stycznia 1935 tamże) – francuski śpiewak operowy, bas-baryton.

## Życiorys
Początkowo zamierzał zostać rzeźbiarzem. Studiował w Konserwatorium Paryskim, gdzie jego nauczycielami byli Raguneau i Batiste. Jako śpiewak debiutował w 1870 roku w kawiarni Bataclan. W 1874 roku otrzymał angaż do zespołu Théâtre des Bouffes-Parisiens, kierowanego przez Jacques’a Offenbacha. W latach 1877–1910 śpiewał w paryskiej Opéra-Comique. Kreował tam m.in. role Papagena w Czarodziejskim flecie, Figara w Weselu Figara, Bartola w Cyruliku sewilskim, Falstaffa w Falstaffie, Schaunarda w Cyganerii. Brał udział w prapremierowych wystawieniach oper Le roi malgré lui Chabriera (1887), La Basoche Messagera (1890), Phryné Saint-Saënsa (1893), Cendrillona Masseneta (1899) i Louise Charpentiera (1900). W 1897 roku wystąpił w Covent Garden Theatre w Londynie. W latach 1910–1919 był członkiem zespołu Théâtre de la Gaîté-Lyrique, następnie wrócił do Opéra-Comique, gdzie w 1920 roku świętował 50-lecie swojej działalności scenicznej przedstawieniem Służąca panią Pergolesiego. Po raz ostatni wystąpił w 1928 roku.
W 1898 roku został odznaczony Legią Honorową. Zachowały się nagrania fonograficzne jego głosu, zarejestrowane w 1902 roku.